# Гутянский, Вениамин Ионович
Вениами́н [Ио́нович] Ио́левич Гутя́нский (17 (30) июля 1903, Глубочок — 18 августа 1956 года) — еврейский советский поэт, переводчик, журналист. Член Союз писателей УССР (с 1940). Необоснованно репрессированный советской властью и посмертно реабилитированный.

## Биография
Вениамин Ионович Гутянский родился 17 (30) июля 1903 года в селе Глубочок (Винницкая область) в бедной семье столяра Йойля Мортковича  и Гени Боруховны Гутянских. До 1913 года учился в хедере в родном селе и брал уроки иврита у частного учителя. С началом Первой мировой войны вернулся из Одессы, где записался на общеобразовательные курсы Гефтера, в Бершадь.
Впоследствии состоял в кружке любителей древнееврейского языка и учился в Бершадской общественной гимназии, ставшей профшколой. Под влиянием старших братьев в подростковом возрасте занимался в Бершади сионистской агитацией и состоял в спортивном обществе «Маккаби». После окончания в 1920 году школы работал руководителем хора,  воспитателем в еврейском детском доме, частным учителем. В 1923 году переехал в Киев, где  окончил педагогический техникум и после этого преподавал язык и литературу в киевских школах.  Еще во время учебы в педтехникуме  стал членом литературно-драматического коллектива «Мешулахас» при еврейском клубе «Комафон».
C 1930 года начал печатать собственные стихи и басни для детей, а также переводы детской и юношеской литературы на идиш. Выполнил перевод «Дон Кихота» Мигеля де Сервантеса, изданный на идише в 1936 году с иллюстрациями Гюстава Дорэ. В 1937 году опубликовал перевод на идиш книги Алексея Толстого «Золотой ключик, или приключения Буратино».
Во второй половине 1930-х голов работал ответственным секретарем в «Укрнацмениздате», занимавшимся публикацией книг на идише, а также в редколлегии еврейских детских журналов «Октябренок» и «Зай грейт!» («Будь готов!»). В 1936 году за размещение в выпуске «Октябренка» рассказа Ицика Кипниса, «идеализирующего подкулачников», был временно отстранен с должности ответственного секретаря редакции.
С 1941 по 1944 годы – в эвакуации в Уфе. В 1943 году был завербован органами НКВД в качестве секретного осведомителя, но сотрудничать фактически отказался.
5 июля 1949 Вениамин Гутянский был арестован и обвинён в «националистической пропаганде», а также «в связях с американским журналистом, разведчиком Магидовым». Вскоре получил 10 лет ИТЛ. Как следует из следственного дела опись имущества при обыске квартиры не проводилась из-за отсутствия имущества.
В лагерях он сильно подорвал свое здоровье, и в конце 1955 года он, смертельно больной туберкулезом, был досрочно освобождён и поехал в Кустанай к семье. Скончался 18 августа 1956. Реабилитирован посмертно.

## Семья
- Жена — Берта Корсунская, литературовед, была репрессирована как и В. И. Гутянский[1]

## Избранные публикации
- Листоноша. К., 1930;
- Бувай здоровий — їдь здоровим. К., 1930;
- Сборник стихов «Для малышей». К., 1936;
- Сборник стихов «Разное». 1937;
- Сборник стихов «Басни». 1940;
- Сборник стихов «Соль в глаза». 1944;
- «Сала за шкіру», К., 1944;
- Хай завжди буде мама. Москва, 1986.

## Переводы
- На язык идиш произведения: П. Тычины, Н. Забелы, И. Крылова, Р. Бернса, Сервантеса и др.
- На украинский язык произведения: Г. переводили М. Стельмах, М. Пригара, В. Бычко, И. Нехода, И. Кульская.
- На русский язык произведения Г. Сапгир.